# Lubliniec
Lubliniec (antiguamente Lublinitz) es una localidad polaca del voivodato de Silesia.

## Historia
En la segunda mitad del  siglo XIX la localidad era descrita como una villa de Prusia, en Silesia, con  fraguas y minas de hierro y que tenía contabilizada una población de 2292 habitantes.